# Órgano (accidente geográfico)

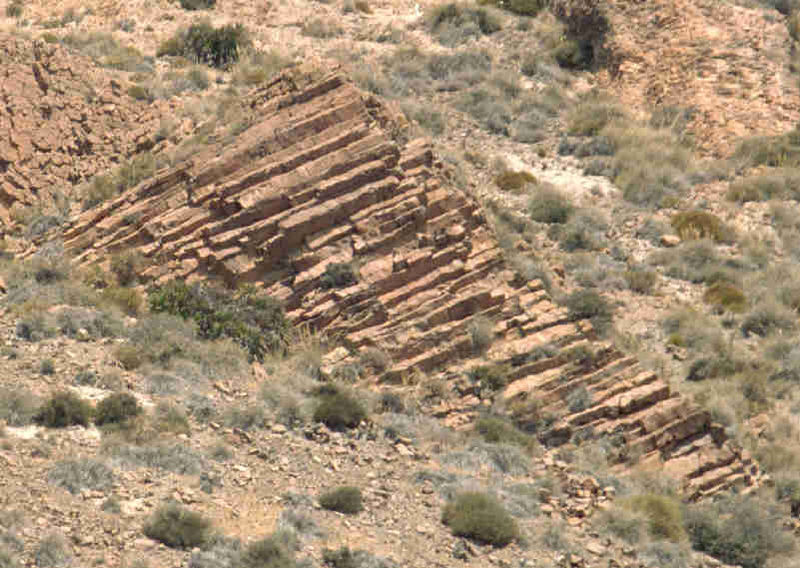
Órganos en el Cabo de Gata.

Órgano en geología se refiere a una formación de origen volcánico, producto del enfriamiento de una columna normalmente ascendente de lava dentro de una chimenea. La posterior erosión de la roca circundante deja esta formación al descubierto debido a su mayor dureza.
Se suelen caracterizar por estar compuestos a su vez de múltiples 'bloques' longitudinales de sección poligonal (normalmente octogonal), que evocan los tubos de un órgano (instrumento de viento), lo que dio origen a su denominación.
- Datos: Q6174682